# Ère Chōkyū
L'ère Chōkyū (en japonais : 長久) est une des ères du Japon (年号, nengō, littéralement « le nom de l'année ») suivant l'ère Chōryaku et précédant l'ère Kantoku. Cette ère couvre la période allant du mois de novembre 1040 au mois de novembre 1044. L'empereur régnant est Go-Suzaku-tennō (後朱雀天皇).

## Changement de l'ère
- 1040 Chōkyū gannen (長久元年?) : Le nom de la nouvelle ère est créé pour marquer un événement ou une série d'événements. L'ère précédente se termine là où commence la nouvelle, en Chōryaku 4, le 10e jour du 11e mois de 1040[1].

## Événements de l'ère Chōkyū
- Chōkyū gannen (長久元年) ou Chōkyū 1 (1040) :
- 1040 (Chōkyū 1,1re jour du1re mois) : une éclipse partielle de Soleil prévue pour midi intervient l'après-midi, ce qui amène des plaintes relativement à l'incapacité de l'astronome à être plus précis[2].
- 1040 (Chōkyū 1, 9e mois) : Le Yata no Kagami est détruit par le feu[3].
- 1041 (Chōkyū 2) : Le palais Sanjo est détruit par le feu puis reconstruit[4].

| Chōkyū    | 1re  | 2e   | 3e   | 4e   | 5e   |
| Grégorien | 1040 | 1041 | 1042 | 1043 | 1044 |